# Marcus Minucius Augurinus
Pour les articles homonymes, voir Minucius Augurinus.
Marcus Minucius Augurinus est un homme politique romain du Ve siècle av. J.-C.

## Famille
Il est le premier de la gens des Minucii à atteindre le consulat. Il est le frère de Publius Minucius Augurinus, consul en 492 av. J.-C.

## Biographie
En 497 av. J.-C., il est élu consul aux côtés de Aulus Sempronius Atratinus. Il consacre le temple de Saturne sur le Forum Romain et c'est durant son mandat que sont instituées les Saturnales,.
En 491 av. J.-C., il est élu consul pour la seconde fois, de nouveau avec Aulus Sempronius Atratinus pour collègue,. Une disette menace Rome et le Sénat a envoyé l'année précédente les légats Publius Valerius et Lucius Geganius en Sicile qui reviennent à Rome avec une grande quantité de blé. Plusieurs sénateurs, à l'instar de Coriolan, veulent le vendre à prix d'or à la plèbe, pour les obliger à cultiver les terres, et permettre au Sénat de retrouver tous ses droits, en partie perdus après l'insurrection du Mont Sacré. Mais la réaction de la plèbe est violente, menée par les tribuns de la plèbe Marcus Decius et Lucius Sicinius Velutus. Coriolan doit s'exiler.
En 488 av. J.-C., il défend Coriolan, en tant que porte-parole de ses représentants. Il fait partie de l'ambassade, uniquement composée de consulaires, qui est envoyée auprès de Coriolan,.